# Стюартстаун (Пенсільванія)
Стюартстаун (англ. Stewartstown) — місто (англ. borough) в США, в окрузі Йорк штату Пенсільванія. Населення — 2129 осіб (2020).

## Географія
Стюартстаун розташований за координатами 39°45′10″ пн. ш. 76°35′33″ зх. д. / 39.75278° пн. ш. 76.59250° зх. д. (39.752761, -76.592495).  За даними Бюро перепису населення США в 2010 році місто мало площу 2,18 км², уся площа — суходіл.

## Демографія
Згідно з переписом 2010 року, у селищі мешкало 2089 осіб у 812 домогосподарствах у складі 589 родин. Густота населення становила 957 осіб/км².  Було 859 помешкань (393/км²).
Расовий склад населення:
| - 95,5 % — білих - 1,9 % — чорних або афроамериканців - 0,7 % — азіатів - 0,3 % — корінних американців |

До двох чи більше рас належало 1,4 %. Частка іспаномовних становила 1,5 % від усіх жителів.
За віковим діапазоном населення розподілялося таким чином: 28,0 % — особи молодші 18 років, 59,9 % — особи у віці 18—64 років, 12,1 % — особи у віці 65 років та старші. Медіана віку мешканця становила 37,4 року. На 100 осіб жіночої статі у селищі припадало 97,4 чоловіків;  на 100 жінок у віці від 18 років та старших — 90,6 чоловіків також старших 18 років.
Середній дохід на одне домашнє господарство  становив 66 562 долари США (медіана — 55 417), а середній дохід на одну сім'ю — 75 605 доларів (медіана — 63 636). Медіана доходів становила 55 625 доларів для чоловіків та 41 824 долари для жінок. За межею бідності перебувало 15,1 % осіб, у тому числі 34,7 % дітей у віці до 18 років та 2,2 % осіб у віці 65 років та старших.
Цивільне працевлаштоване населення становило 920 осіб. Основні галузі зайнятості: освіта, охорона здоров'я та соціальна допомога — 23,6 %, науковці, спеціалісти, менеджери — 13,7 %, виробництво — 11,1 %, роздрібна торгівля — 9,7 %.